# Koktebel'
Koktebel'  (in russo Коктебéль?; in ucraino Коктебéль?; in tataro: Köktöbel), è un insediamento urbano della Crimea ubicato sulla costa del Mar Nero. Fa parte del comune di Feodosia.
In questa località trascorse gli ultimi anni della sua vita il poeta russo Maksimilian Aleksandrovič Vološin.
Le è stato intitolato l'asteroide 3373 Koktebelia.